# Liste der Kulturdenkmale in Kirchheim am Neckar
In der Liste der Kulturdenkmale in Kirchheim am Neckar sind Bau- und Kunstdenkmale der Gemeinde Kirchheim am Neckar verzeichnet, die im „Verzeichnis der unbeweglichen Bau- und Kunstdenkmale und der zu prüfenden Objekte“ des Landesamts für Denkmalpflege Baden-Württemberg verzeichnet sind. Dieses Verzeichnis ist nicht öffentlich und kann nur bei „berechtigtem Interesse“ eingesehen werden. Die folgende Liste ist daher nicht vollständig.

## Kulturdenkmale in Kirchheim am Neckar
Bau-, Kunst- und Kulturdenkmale der Gemeinde Kirchheim am Neckar mit dem Dorf bzw. Hauptort Kirchheim am Neckar und dem Gehöft Römerhof:
| Bild           | Bezeichnung                                                            | Lage                                                                        | Datierung                       | Beschreibung | ID |
| -------------- | ---------------------------------------------------------------------- | --------------------------------------------------------------------------- | ------------------------------- | --- | -- |
|                | Fachwerkscheunen Badgasse 1 und 1-1                                    | Kirchheim am Neckar, Badgasse 1 und 1-1 (Karte)                             | 19./frühes 20. Jahrhundert      | erhaltenswertes historisches Gebäude | BW |
|                | Wohnhaus Badgasse 6                                                    | Kirchheim am Neckar, Badgasse 6 (Karte)                                     | 1809                            | Geschützt nach § 2 DSchG | BW |
|                | Stellwerk Bahnhofstraße 5                                              | Kirchheim am Neckar, Bahnhofstraße 5 (Karte)                                | 1902                            | Geschützt nach § 2 DSchG |    |
|                | Gasthaus Zum Hirschen                                                  | Kirchheim am Neckar, Besigheimer Straße 1 (Karte)                           | 1800/01                         | Geschützt nach § 2 DSchG | BW |
|                | Wohnhaus Besigheimer Straße 2                                          | Kirchheim am Neckar, Besigheimer Straße 2 (Karte)                           | 1815                            | erhaltenswertes historisches Gebäude | BW |
|                | Sandstein-Türumrahmung Besigheimer Straße 2                            | Kirchheim am Neckar, Besigheimer Straße 2 (Karte)                           | 1815                            | Geschützt nach § 2 DSchG | BW |
|                | Schule                                                                 | Kirchheim am Neckar, Besigheimer Straße 7 (Karte)                           | 1876                            | Geschützt nach § 2 DSchG | BW |
|                | Doppelwohnhaus Besigheimer Straße 12 und 14                            | Kirchheim am Neckar, Besigheimer Straße 12 und 14 (Karte)                   | 1837                            | erhaltenswertes historisches Gebäude | BW |
|                | Rundbogen-Kellereingang Besigheimer Straße 12 und 14                   | Kirchheim am Neckar, Besigheimer Straße 12 und 14 (Karte)                   | 1837                            | Geschützt nach § 2 DSchG | BW |
|                | Doppelwohnhaus Besigheimer Straße 16 und 18                            | Kirchheim am Neckar, Besigheimer Straße 16 und 18 (Karte)                   | 1837                            | erhaltenswertes historisches Gebäude | BW |
|                | Rundbogen-Kellereingang Besigheimer Straße 16 und 18                   | Kirchheim am Neckar, Besigheimer Straße 16 und 18 (Karte)                   | 1837                            | Geschützt nach § 2 DSchG | BW |
|                | Wasserreservoir Brackenheimer Straße                                   | Kirchheim am Neckar, Brackenheimer Straße (Karte)                           | 1904                            | Geschützt nach § 2 DSchG | BW |
|                | Wohnhaus Entengasse 1                                                  | Kirchheim am Neckar, Entengasse 1 (Karte)                                   | 18. Jahrhundert                 | erhaltenswertes historisches Gebäude | BW |
|                | Wohnhaus und Scheune Entengasse 7                                      | Kirchheim am Neckar, Entengasse 7 (Karte)                                   | im Kern wohl 17. Jahrhundert    | erhaltenswertes historisches Gebäude | BW |
|                | Wohnhaus Entengasse 8                                                  | Kirchheim am Neckar, Entengasse 8 (Karte)                                   | im Kern 18./19. Jahrhundert     | erhaltenswertes historisches Gebäude | BW |
|                | Wohnhaus (ehem. Herrensitz) Entengasse 16                              | Kirchheim am Neckar, Entengasse 16 (Karte)                                  | 1609                            | Geschützt nach § 2 DSchG | BW |
|                | Ettermauer                                                             | Kirchheim am Neckar, Entengasse-Grabengartenweg (Karte)                     | 16. Jahrhundert                 | Die Bruchsteinmauer in leicht geschwungenem Verlauf südlich des Grabengartenwegs und südlich der Entengasse, wurde wohl im späten Mittelalter bzw. 16. Jahrhundert als Ortsbefestigung angelegt. Weitere Teile der Ortsbefestigung sind die beiden Rundtürme und der Torturm. Geschützt nach § 2 DSchG | BW |
|                | Ehem. Fleckenkelter                                                    | Kirchheim am Neckar, Gartenstraße 1 (Karte)                                 | 1493                            | Geschützt nach § 2 DSchG | BW |
|                | Gedenkstein bei Gartenstraße 1                                         | Kirchheim am Neckar, Gartenstraße bei 1 (Karte)                             | 1886                            | Geschützt nach § 2 DSchG | BW |
|                | Scheune Gartenstraße 2/1                                               | Kirchheim am Neckar, Gartenstraße 2/1 (Karte)                               | Spätes 18. Jahrhundert          | erhaltenswertes historisches Gebäude | BW |
|                | Backhaus                                                               | Kirchheim am Neckar, Gartenstraße 6 (Karte)                                 | 1890                            | Geschützt nach § 2 DSchG | BW |
|                | Hofanlage (ehem. Herrenhof) Hauptstraße 15 und Oberdorfstraße 1        | Kirchheim am Neckar, Hauptstraße 15 und Oberdorfstraße 1 (Karte)            | 1579                            | Geschützt nach § 2 DSchG | BW |
|                | Türsturz und Rundbogen-Kellereingang Hauptstraße bei 22                | Kirchheim am Neckar, Hauptstraße bei 22 (Karte)                             | 1780                            | Geschützt nach § 2 DSchG | BW |
|                | Wohnhaus Hauptstraße 35                                                | Kirchheim am Neckar, Hauptstraße 35 (Karte)                                 | 17. Jahrhundert                 | Geschützt nach § 2 DSchG | BW |
|                | Wohnhaus Hauptstraße 67                                                | Kirchheim am Neckar, Hauptstraße 67 (Karte)                                 | 1760                            | erhaltenswertes historisches Gebäude | BW |
|                | Keilstein in der Türrahmung und Ofenfuß in der Hauswand Hauptstraße 67 | Kirchheim am Neckar, Hauptstraße 67 (Karte)                                 | 1760                            | Geschützt nach § 2 DSchG | BW |
|                | Wohnhaus Hauptstraße 71                                                | Kirchheim am Neckar, Hauptstraße 71 (Karte)                                 | 17. Jahrhundert                 | Geschützt nach § 2 DSchG | BW |
|                | Scheune Hauptstraße 71/1                                               | Kirchheim am Neckar, Hauptstraße 71/1 (Karte)                               | 17./18. Jahrhundert             | erhaltenswertes historisches Gebäude | BW |
| Weitere Bilder | Rathaus                                                                | Kirchheim am Neckar, Hauptstraße 78 (Karte)                                 | 1721                            | Geschützt nach § 2 DSchG |    |
|                | Ehem. Gasthaus Ochsen Hauptstraße 80                                   | Kirchheim am Neckar, Hauptstraße 80 (Karte)                                 | 16./17. Jahrhundert             | Geschützt nach § 2 DSchG |    |
|                | Wohnhaus Hauptstraße 82                                                | Kirchheim am Neckar, Hauptstraße 82 (Karte)                                 | 16./17. Jahrhundert             | erhaltenswertes historisches Gebäude | BW |
|                | Zierfachwerk Hauptstraße 82                                            | Kirchheim am Neckar, Hauptstraße 82 (Karte)                                 | 16./17. Jahrhundert             | Geschützt nach § 2 DSchG | BW |
|                | Wohnhaus Hauptstraße 86 - Rückgebäude                                  | Kirchheim am Neckar, Hauptstraße 86 - Rückgebäude (Karte)                   | 16./17. Jahrhundert             | Geschützt nach § 2 DSchG | BW |
|                | Wohnhaus und Gaststätte Hauptstraße 86 - Vordergebäude                 | Kirchheim am Neckar, Hauptstraße 86 - Vordergebäude (Karte)                 | wohl Mitte/Ende 19. Jahrhundert | erhaltenswertes historisches Gebäude | BW |
|                | Turm der Ortsbefestigung (so genannter Haspelturm)                     | Kirchheim am Neckar, Herrengasse bei 1 (Karte)                              | 15./16. Jahrhundert             | Geschützt nach § 2 DSchG | BW |
|                | Scheune Herrengasse 5                                                  | Kirchheim am Neckar, Herrengasse 5 (Karte)                                  | 1743                            | erhaltenswertes historisches Gebäude | BW |
|                | Rundbogen-Kellertor Herrengasse 5                                      | Kirchheim am Neckar, Herrengasse 5 (Karte)                                  | 1743                            | Geschützt nach § 2 DSchG | BW |
|                | Wohnhaus Herrengasse 10                                                | Kirchheim am Neckar, Herrengasse 10 (Karte)                                 | 1816                            | erhaltenswertes historisches Gebäude | BW |
|                | Rundbogen-Kellertor Herrengasse 10                                     | Kirchheim am Neckar, Herrengasse 10 (Karte)                                 | 1816                            | Geschützt nach § 2 DSchG | BW |
|                | Wohnhaus (ehem. Herrensitz) Herrengasse 11                             | Kirchheim am Neckar, Herrengasse 11 (Karte)                                 | 1606                            | Geschützt nach § 2 DSchG | BW |
|                | Ehem. Alte oder Mittlere Kelter                                        | Kirchheim am Neckar, Herrengasse 12 (Karte)                                 | 1577                            | Geschützt nach § 2 DSchG | BW |
|                | Wohnhaus Herrengasse 13                                                | Kirchheim am Neckar, Herrengasse 13 (Karte)                                 | um 1600                         | Geschützt nach § 2 DSchG | BW |
|                | Wohnhaus (ehem. Herrensitz und Gasthof zum Lamm) Herrengasse 15        | Kirchheim am Neckar, Herrengasse 15 (Karte)                                 | 1568                            | Geschützt nach § 2 DSchG | BW |
|                | Wohnhaus Herrengasse 17                                                | Kirchheim am Neckar, Herrengasse 17 (Karte)                                 | 16./17. Jahrhundert             | Geschützt nach § 2 DSchG | BW |
|                | Ehem. Scheune Herrengasse 19 und 19-1                                  | Kirchheim am Neckar, Herrengasse 19 und 19-1 (Karte)                        | 1620                            | Geschützt nach § 2 DSchG | BW |
|                | Scheunen Herrengasse 23 und 25, Starengasse 5-1 und 7-1                | Kirchheim am Neckar, Herrengasse 23 und 25, Starengasse 5-1 und 7-1 (Karte) | 17./18. Jahrhundert             | erhaltenswerte historische Gebäude | BW |
|                | Pfarrhaus (ehem. Maulbronner Pfleghof)                                 | Kirchheim am Neckar, Kirchgasse 3 (Karte)                                   | 1611                            | Geschützt nach § 2 DSchG | BW |
|                | Rundbogen-Kellereingang und Verbindungsbogen Kirchgasse 4              | Kirchheim am Neckar, Kirchgasse 4 (Karte)                                   | 1748                            | Geschützt nach § 2 DSchG | BW |
| Weitere Bilder | Evangelische Pfarrkirche (St. Mauritius)                               | Kirchheim am Neckar, Kirchgasse 6 (Karte)                                   | 1594                            | Geschützt nach § 28 DSchG |    |
|                | Linde Kirchgasse bei 6                                                 | Kirchheim am Neckar, Kirchgasse bei 6 (Karte)                               | 1830                            | 1830 anlässlich des Jubiläums „300 Jahre Augsburger Konfession“ gepflanzt. Die Sommerlinde steht auch als Naturdenkmal unter Schutz, siehe Liste der Naturdenkmale in Kirchheim am Neckar. Geschützt nach § 2 DSchG                                                                                    |    |
|                | Wohnhaus Lauffener Straße 2                                            | Kirchheim am Neckar, Lauffener Straße 2 (Karte)                             | 1675                            | erhaltenswerte historische Gebäude | BW |
|                | Rundbogen-Kellereingang und Fußgängerpforte Lauffener Straße 2         | Kirchheim am Neckar, Lauffener Straße 2 (Karte)                             | 1675                            | Geschützt nach § 2 DSchG | BW |
|                | Wohnhaus und Scheune Lauffener Straße 5                                | Kirchheim am Neckar, Lauffener Straße 5 (Karte)                             | 18. Jahrhundert                 | erhaltenswerte historische Gebäude | BW |
|                | Wohnhaus Lauffener Straße 6                                            | Kirchheim am Neckar, Lauffener Straße 6 (Karte)                             | Spätes 18. Jahrhundert          | erhaltenswerte historische Gebäude | BW |
|                | Friedhofstor                                                           | Kirchheim am Neckar, Lauffener Straße zwischen Nr. 9 und 11 (Karte)         | 1564                            | Geschützt nach § 2 DSchG | BW |
|                | Friedhofsmauer                                                         | Kirchheim am Neckar, Lauffener Straße – Friedhofstraße (Karte)              | 1564                            | Geschützt nach § 2 DSchG | BW |
|                | Wohnhaus Mühlgasse 13                                                  | Kirchheim am Neckar, Mühlgasse 13 (Karte)                                   | 1775                            | Geschützt nach § 2 DSchG | BW |
|                | Wohnhaus Mühlgasse 15                                                  | Kirchheim am Neckar, Mühlgasse 15 (Karte)                                   | 17./18. Jahrhundert             | Geschützt nach § 2 DSchG | BW |
|                | Wohnhaus Mühlgasse 20                                                  | Kirchheim am Neckar, Mühlgasse 20 (Karte)                                   | 17. Jahrhundert                 | Geschützt nach § 2 DSchG | BW |
|                | Stall Oberdorfstraße 4                                                 | Kirchheim am Neckar, Oberdorfstraße 4 (Karte)                               | 1722                            | Geschützt nach § 2 DSchG | BW |
|                | Turm der Ortsbefestigung (so genannter Malefizturm)                    | Kirchheim am Neckar, Rathausstraße 4 (Karte)                                | 15./16. Jahrhundert             | Geschützt nach § 28 DSchG |    |
|                | Neue Schule                                                            | Kirchheim am Neckar, Rathausstraße 10 (Karte)                               | Frühes 20. Jahrhundert          | erhaltenswerte historische Gebäude | BW |
|                | Gasthaus Posthörnle                                                    | Kirchheim am Neckar, Schillerstraße 64 (Karte)                              | 1877                            | erhaltenswerte historische Gebäude | BW |
|                | schmiedeeiserne Ausleger Schillerstraße 64                             | Kirchheim am Neckar, Schillerstraße 64 (Karte)                              | 1877                            | Geschützt nach § 2 DSchG | BW |
|                | Wohnhaus Starengasse 1                                                 | Kirchheim am Neckar, Starengasse 1 (Karte)                                  | 1890                            | erhaltenswerte historische Gebäude | BW |
|                | Inschriftstein Starengasse 1                                           | Kirchheim am Neckar, Starengasse 1 (Karte)                                  | 1890                            | Geschützt nach § 2 DSchG | BW |
|                | Wohnhaus Starengasse 3                                                 | Kirchheim am Neckar, Starengasse 3 (Karte)                                  | 1438                            | Geschützt nach § 2 DSchG | BW |
|                | Wohnhaus Starengasse 5                                                 | Kirchheim am Neckar, Starengasse 5 (Karte)                                  | 1590/91                         | Geschützt nach § 2 DSchG | BW |
|                | Wohnhaus (ehem. Herrensitz und Gasthof zur Rose) Starengasse 9         | Kirchheim am Neckar, Starengasse 9 (Karte)                                  | 17./18. Jahrhundert             | Geschützt nach § 2 DSchG | BW |
|                | Stein an Toreinfahrt Starengasse 11                                    | Kirchheim am Neckar, Starengasse 11 (Karte)                                 | 1550                            | Geschützt nach § 2 DSchG | BW |
|                | Storchenkelter                                                         | Kirchheim am Neckar, Starengasse 12 (Karte)                                 | im Kern 1670                    | Geschützt nach § 2 DSchG |    |
|                | Scheunen Starengasse 13 und 15                                         | Kirchheim am Neckar, Starengasse 13 und 15 (Karte)                          | 18. Jahrhundert                 | Geschützt nach § 2 DSchG | BW |
|                | Durchfahrt Starengasse 15                                              | Kirchheim am Neckar, Starengasse 15 (Karte)                                 | 1559                            | Geschützt nach § 2 DSchG | BW |
|                | Doppelwohnhaus (ehem. Herrensitz) Starengasse 14 und 16                | Kirchheim am Neckar, Starengasse 14 und 16 (Karte)                          | 1718                            | Geschützt nach § 2 DSchG | BW |
|                | Hofanlage Starengasse 20                                               | Kirchheim am Neckar, Starengasse 20 (Karte)                                 | 1614                            | Geschützt nach § 2 DSchG | BW |
|                | Wohnhaus mit Scheune Starengasse 28                                    | Kirchheim am Neckar, Starengasse 28 (Karte)                                 | 17./18. Jahrhundert             | Geschützt nach § 2 DSchG | BW |
|                | Scheune Starengasse 31                                                 | Kirchheim am Neckar, Starengasse 31 (Karte)                                 | 17./18. Jahrhundert             | erhaltenswerte historische Gebäude | BW |
|                | Wohnhaus Starengasse 37                                                | Kirchheim am Neckar, Starengasse 37 (Karte)                                 | 1884                            | erhaltenswerte historische Gebäude | BW |
|                | Doppelwohnhaus Starengasse 41, 41-1                                    | Kirchheim am Neckar, Starengasse 41, 41-1 (Karte)                           | 17./18. Jahrhundert             | erhaltenswerte historische Gebäude | BW |
|                | Scheune Starengasse 41-2                                               | Kirchheim am Neckar, Starengasse 41-2 (Karte)                               | 19. Jahrhundert                 | erhaltenswerte historische Gebäude | BW |
| Weitere Bilder | Torturm                                                                | Kirchheim am Neckar, Starengasse 43 (Karte)                                 | Spätmittelalterlich             | |    |